# バケモノの子 (劇団四季)
『バケモノの子』（バケモノのこ）は、細田守の監督作品である映画『バケモノの子』を原作とし、劇団四季が制作および上演する一般向けのオリジナルミュージカル作品である。

## 概要
2021年6月8日に劇団四季より上演決定が発表され、2022年4月30日にJR東日本四季劇場［秋］で開幕すると発表された。大阪公演、名古屋公演を経て、初演シリーズは終了。

## 歴史

### 概歴
2021年
6月8日、上演発表。
2022年
4月30日、東京公演開幕、オリジナルキャストはキャストの項目参照。
7月13日、オリジナル・サウンドトラックCD発売。
2023年
9月5日、難波八阪神社で行われた成功祈願に大鹿礼生と菊池俊が参加。
12月10日、大阪公演開幕。大阪公演から女性アンサンブル7枠が担当している猪王山の妻がキャストボードに表記されるようになる。
2024年
2月1日、通天閣で行われた通天閣節分福豆まきに貞松響、宇都宮千織、玉木勇多、永田英士が参加。
9月11日、名古屋公演開幕。名古屋公演から男性アンサンブル1枠が担当している蓮の父がキャストボードに表記されるようになる。また前述の蓮の父、そして猪王山の妻が週間予定キャスト（今週のキャスト情報）のWebページに表記されるようになる。

### イベント歴
2022年
11月30日、第1回オフステージトーク（東京公演）
12月20日から2023年1月3日、年末年始特別カーテンコール（東京公演）
2023年
1月19日および2月12日、舞台の裏側講座～バケミュの裏側、大公開！～（東京公演）
2月5日および2月23日、バケモノの宴～ファイナルオフステージイベント～（東京公演）
2024年
2月14日、第1回リハーサル見学会（大阪公演）
2月23日、第2回リハーサル見学会（大阪公演）
2月29日、第1回オフステージトーク（大阪公演）
3月14日、第2回オフステージトーク（大阪公演）
3月20日から3月24日、春休み特別カーテンコール（大阪公演）
3月26日、第3回リハーサル見学会（大阪公演）
4月4日、第1回バックステージツアー（大阪公演）
4月10日、第2回バックステージツアー（大阪公演）
4月16日、第4回リハーサル見学会（大阪公演）
5月5日、ファイナルオフステージトーク（大阪公演）
5月22日から5月25日、千秋楽特別カーテンコール（大阪公演）
10月16日、リハーサル見学会（名古屋公演）
10月31日、オフステージトーク（名古屋公演）
11月17日、通算上演回数500回記念！オフステージトーク（名古屋公演）
11月17日から11月21日、通残上演回数500回記念！来場者プレゼント（名古屋公演）
12月20日から12月25日、クリスマス特別カーテンコール（名古屋公演）
12月26日、第1回バックステージツアー（名古屋公演）
2025年
1月1日から1月1日、お正月特別カーテンコール（名古屋公演）
1月8日、第2回バックステージツアー（名古屋公演）
1月8日から2月2日、千秋楽直前！来場者サンクスプレゼント（名古屋公演）
1月26日、ファイナルオフステージトーク（名古屋公演）
2月5日から2月9日、千秋楽特別カーテンコール（名古屋公演）

## 登場キャラクター
※主にアニメ版との相違点を記載する。

### バケモノ界
宗師
アニメ版では男声優が演じたが本作では女優が演じる。
熊徹
多々良
熊徹とは子供時代からの知り合い。
百秋坊
猪王山
一郎彦
両親の事は父上母上と呼ぶ。
二郎丸
兄と異なり両親の事は父ちゃん母ちゃんと呼ぶ。
猪王山の妻
二幕より登場。
猪王山の付き人
水牛風（男性アンサンブル9枠）と山羊風（女性アンサンブル6枠）のバケモノ二体がいる。
宗師の付き人
山羊風（男性アンサンブル1枠）とゴリラ風（男性アンサンブル2枠）のバケモノ二体がいる。
ライオン風のバケモノ
男性アンサンブル3枠が演じる。肉屋で百点鍋に鶏団子を投入する。猪王山の見回り組に同行する。山羊風のバケモノは妻で子山羊風のバケモノは娘だが、娘とは容姿が異なるので血縁関係は無い可能性がある。
カワウソ風のバケモノ
男性アンサンブル4枠が演じる。魚屋で百点鍋に蛤を投入する。熊徹に弟子入りし、同じく弟子入りした猫風のバケモノとカップルとなる。
青いバンダナの狼風のバケモノ
男性アンサンブル5枠が演じる。賭けの場面では熊徹に賭ける。
サイ風のバケモノ
男性アンサンブル6枠が演じる。乾物屋で百点鍋に鰹節を投入する。犬風のバケモノとは夫婦。
赤い襟の狼風のバケモノ
男性アンサンブル7枠が演じる。賭けの場面では猪王山に賭ける。
兜の狼風のバケモノ
男性アンサンブル8枠が演じる。賭けの場面では悩んだ挙句熊徹に賭ける。
猫風のバケモノ
女性アンサンブル1枠が演じる。果物屋で百点鍋にレモンを投入する。熊徹に弟子入りし、同じく弟子入りしたカワウソ風のバケモノとカップルとなる。
リス風のバケモノ
女性アンサンブル2枠が演じる。九太に洗濯物の干し方を指導する。
犬風のバケモノ
女性アンサンブル3枠が演じる。八百屋で百点鍋に大根を投入する。サイ風のバケモノとは夫婦。
羊風のバケモノ
女性アンサンブル4枠が演じる。熊徹に弟子入りする。
子山羊風のバケモノ
女性アンサンブル6枠が演じる。8年後の姿では角が伸びる。父はライオン風のバケモノで母は山羊風のバケモノであるが父とは容姿が異なるので血縁関係は無い可能性がある。猪王山の見回り組に同行する。
青髪のサイ風のバケモノ
女性アンサンブル7枠が演じる。九太に洗濯物の干し方を指導する。熊徹に弟子入りする。
山羊風のバケモノ
女性アンサンブル8枠が演じる。ライオン風のバケモノは夫で子山羊風のバケモノは娘である。九太に洗濯物の干し方を指導する。猪王山の見回り組に同行する。
猿風のバケモノ
青年二郎丸が演じる。冒頭のみの登場。

### 人間界
蓮/九太
蓮の母
故人であるが劇中に度々登場するものの他キャラクターには姿が見えないが、百秋坊のみ姿が見える設定。兄がおり、自身の死後蓮が身を寄せることとなる。
蓮の父
二幕より登場。渋谷区在住。
蓮の母方伯父。
男性アンサンブル5枠が演じる。連の母の兄。妹の亡き後甥の蓮を引き取る。
蓮の母方義伯母。
女性アンサンブル8枠が演じる。連の母の兄の妻。
楓
本編未登場だが父と兄がいる。
楓の母
女性アンサンブル5枠が演じる。本編未登場だが夫と息子がいる。
一郎彦の実母
女性アンサンブル1枠が演じる。セリフなし。

## ミュージカルナンバー

### 第1幕
- 第1場 
  - オーバーチュア「祝祭」
  - その日がくる
- 第2場
  - SHIBUYA 2010
- 第3.4場 
  - 強くなる
- 第4場
  - 一騎打ち
  - 強くなる（少年蓮 リプライズ）
- 第5場
  - 修行
  - 胸の中の剣
  - 母の想い
- 第6場
  - 強くなる（青年蓮 リプライズ）
  - 苦悩の果てに
- 第7場
  - 新しい旅

### 第2幕
- 第1場
  - ハロウィン・ナイト！
- 第2場
  - 母の想い（リプライズ）
- 第3場
  - 本当の私
- 第4場
  - 親子げんか
- 第5場
  - 真実
- 第6.7場
  - 父の想い
- 第8場
  - この日がきた
  - 決戦
  - 復讐の誓い
  - 親心
- 第10場
  - 胸の中の剣（熊徹 リプライズ）
- 第11場
  - 鯨の襲撃
  - 胸の中の剣（熊徹・蓮 リプライズ）
  - バケモノの子
  - バケモノの子（リプライズ）
- カーテンコール
  - 胸の中の剣（カーテンコールバージョン）

## スタッフ
- 原作 : 細田守
- 脚本・歌詞 : 高橋知伽江
- 演出 : 青木豪
- 作曲・編曲 : 富貴晴美
- 音楽監督 : 鎭守めぐみ
- 振付 : 萩原隆匡
- 装置デザイン : 石原敬 / BLANk R&D
- 衣裳・ヘアメイク・特殊メイクデザイン : 太田雅公
- パペットデザイン・ディレクション : トビー・オリエ
- 照明デザイン : 赤崎浩二
- 映像 : 松澤延拓
- 擬闘 : 栗原直樹
- マジック監修 : リアルマジシャン RYOTA
- 音響デザイン : 千葉治朗
- 演出補 : 玉城任
- 技術監督 : 笠原俊典
- 子役指導 : 遠藤剛、大徳朋子（東京公演）、小菅舞（東京公演・名古屋公演）、渡邉万希子（大阪公演）、稲葉愛夢（大阪公演）
- 稽古進行管理 : 新庄真一（大阪公演・名古屋公演）、多田毬奈（大阪公演）、白倉一成（名古屋公演）、笠松哲朗（名古屋公演）、原口明子（名古屋公演）

## キャスト

### メインキャスト
| 役柄              | 俳優名     | 初出演日       | 初出演地     | 出演回数 | 備考                             |
| ----------------- | ---------- | -------------- | ------------ | -------- | -------------------------------- |
| 熊徹              | 伊藤潤一郎 | 2022年4月30日  | 四季劇場(秋) | 162回    | 大阪公演未出演、猪王山役で出演   |
| 熊徹              | 田中彰孝   | 2022年5月21日  | 四季劇場(秋) | 219回    |                                  |
| 熊徹              | 韓盛治     | 2022年10月19日 | 四季劇場(秋) | 76回     | 名古屋公演未出演、多々良役で出演 |
| 熊徹              | 東泰久     | 2023年12月25日 | 大阪四季劇場 | 118回    |                                  |
| 蓮 / 九太（青年） | 大鹿礼生   | 2022年4月30日  | 四季劇場(秋) | 287回    |                                  |
| 蓮 / 九太（青年） | 立崇なおと | 2022年5月18日  | 四季劇場(秋) | 148回    | 大阪・名古屋公演未出演           |
| 蓮 / 九太（青年） | 貞松響     | 2023年12月23日 | 大阪四季劇場 | 140回    |                                  |
| 猪王山            | 芝清道     | 2022年4月30日  | 四季劇場(秋) | 248回    |                                  |
| 猪王山            | 田島亨祐   | 2022年5月18日  | 四季劇場(秋) | 214回    | 大阪公演未出演                   |
| 猪王山            | 伊藤潤一郎 | 2023年12月16日 | 大阪四季劇場 | 113回    |                                  |
| 一郎彦（青年）    | 笠松哲朗   | 2022年4月30日  | 四季劇場(秋) | 228回    |                                  |
| 一郎彦（青年）    | 菊池俊     | 2022年5月18日  | 四季劇場(秋) | 236回    |                                  |
| 一郎彦（青年）    | 宇都宮千織 | 2023年12月25日 | 大阪四季劇場 | 111回    |                                  |
| 多々良            | 韓盛治     | 2022年4月30日  | 四季劇場(秋) | 197回    | 大阪公演未出演、熊徹役で出演     |
| 多々良            | 川島創     | 2022年5月18日  | 四季劇場(秋) | 275回    |                                  |
| 多々良            | 近藤聡明   | 2023年12月25日 | 大阪四季劇場 | 103回    | 名古屋公演未出演                 |
| 百秋坊            | 味方隆司   | 2022年4月30日  | 四季劇場(秋) | 234回    | 大阪公演未出演                   |
| 百秋坊            | 安東翼     | 2022年5月18日  | 四季劇場(秋) | 198回    | 名古屋公演未出演                 |
| 百秋坊            | 百々義則   | 2023年12月25日 | 大阪四季劇場 | 143回    |                                  |
| 二郎丸（青年）    | 奥村響     | 2022年4月30日  | 四季劇場(秋) | 240回    |                                  |
| 二郎丸（青年）    | 瀬下喬弘   | 2022年5月12日  | 四季劇場(秋) | 221回    |                                  |
| 二郎丸（青年）    | 筒井圭児   | 2022年12月25日 | 大阪四季劇場 | 114回    |                                  |
| 宗師              | 増山美保   | 2022年4月30日  | 四季劇場(秋) | 341回    |                                  |
| 宗師              | 井上智映子 | 2022年5月18日  | 四季劇場(秋) | 123回    | 大阪公演以降キャスト未記載、退団 |
| 宗師              | 青山弥生   | 2023年12月25日 | 大阪四季劇場 | 111回    |                                  |
| 楓                | 柴本優澄美 | 2022年4月30日  | 四季劇場(秋) | 300回    |                                  |
| 楓                | 竹田理央   | 2022年5月18日  | 四季劇場(秋) | 181回    | 大阪公演未出演                   |
| 楓                | 山梨史奈   | 2023年12月21日 | 大阪四季劇場 | 94回     | 名古屋公演未出演                 |
| 蓮の母            | 清水智紗子 | 2022年4月30日  | 四季劇場(秋) | 238回    |                                  |
| 蓮の母            | 時枝里好   | 2022年5月18日  | 四季劇場(秋) | 146回    | 大阪・名古屋公演未出演           |
| 蓮の母            | 葛葉かな   | 2023年12月25日 | 大阪四季劇場 | 113回    |                                  |
| 蓮の母            | 綿引さやか | 2024年3月1日   | 大阪四季劇場 | 78回     |                                  |

※太字はオリジナルキャスト、出演回数は初演シリーズ終了時点のもの。

### その他キャスト
| 役柄         | 俳優名       | 初出演日       | 初出演地       | 出演回数           | 備考                             |
| ------------ | ------------ | -------------- | -------------- | ------------------ | -------------------------------- |
| 蓮の父       | 小出敏英     | 2022年4月30日  | 四季劇場秋     | 293回              |                                  |
| 蓮の父       | 赤間清人     | 2022年5月18日  | 四季劇場秋     | 170回              | 大阪公演未出演                   |
| 蓮の父       | 梅津亮       | 2023年12月25日 | 大阪四季劇場   | 112回              |                                  |
| 猪王山の妻   | 能智慈子     | 2022年4月30日  | 四季劇場［秋］ | 188回              | 大阪公演未出演                   |
| 猪王山の妻   | 小島由夏     | 2022年5月18日  | 四季劇場［秋］ | 307回              |                                  |
| 猪王山の妻   | 西浦歌織     | 2023年12月25日 | 大阪四季劇場   | 80回               | 名古屋公演未出演                 |
| アンサンブル | 中村伝       | 2022年4月30日  | 四季劇場(秋)   | 306回              |                                  |
| アンサンブル | 狩野勇人     | 2022年4月30日  | 四季劇場(秋)   | 174回              | 大阪・名古屋公演未出演           |
| アンサンブル | 宮野薫       | 2022年4月30日  | 四季劇場(秋)   | 245回              |                                  |
| アンサンブル | 丹下博喜     | 2022年4月30日  | 四季劇場(秋)   | 5枠216回、3枠171回 | 大阪公演5枠未出演                |
| アンサンブル | 内田圭       | 2022年4月30日  | 四季劇場(秋)   | 131回              | 大阪・名古屋公演未出演           |
| アンサンブル | 押田柊       | 2022年4月30日  | 四季劇場(秋)   | 249回              |                                  |
| アンサンブル | 遠藤竜也     | 2022年4月30日  | 四季劇場(秋)   | 140回              | 大阪・名古屋公演未出演           |
| アンサンブル | 新庄真一     | 2022年4月30日  | 四季劇場(秋)   | 277回              |                                  |
| アンサンブル | 濵絢音       | 2022年4月30日  | 四季劇場(秋)   | 234回              |                                  |
| アンサンブル | 稲葉愛夢     | 2022年4月30日  | 四季劇場(秋)   | 150回              | 大阪・名古屋公演未出演           |
| アンサンブル | さかいこのみ | 2022年4月30日  | 四季劇場(秋)   | 337回              |                                  |
| アンサンブル | 一来多恵     | 2022年4月30日  | 四季劇場(秋)   | 196回              | 大阪公演未出演                   |
| アンサンブル | 大石眞由     | 2022年4月30日  | 四季劇場(秋)   | 249回              |                                  |
| アンサンブル | 山梨史奈     | 2022年4月30日  | 四季劇場(秋)   | 150回              | 大阪公演未出演、楓役で出演       |
| アンサンブル | 多田毬奈     | 2022年4月30日  | 四季劇場(秋)   | 184回              | 名古屋公演未出演                 |
| アンサンブル | 荒木勝       | 2022年5月18日  | 四季劇場(秋)   | 214回              |                                  |
| アンサンブル | 前田睦貴     | 2022年5月18日  | 四季劇場(秋)   | 277回              |                                  |
| アンサンブル | 菱山亮祐     | 2022年5月18日  | 四季劇場(秋)   | 143回              | 大阪・名古屋公演未出演           |
| アンサンブル | 岡﨑克哉     | 2022年5月18日  | 四季劇場(秋)   | 136回              | 大阪公演以降キャスト未記載、退団 |
| アンサンブル | 白倉一成     | 2022年5月18日  | 四季劇場(秋)   | 394回              | 名古屋公演皆勤出演               |
| アンサンブル | 千葉真大     | 2022年5月18日  | 四季劇場(秋)   | 146回              | 大阪・名古屋公演未出演           |
| アンサンブル | 勝原亮太     | 2022年5月18日  | 四季劇場(秋)   | 315回              |                                  |
| アンサンブル | 齊藤太一     | 2022年5月18日  | 四季劇場(秋)   | 111回              | 大阪・名古屋公演未出演           |
| アンサンブル | 小島絵里衣   | 2022年5月18日  | 四季劇場(秋)   | 241回              | 名古屋公演未出演                 |
| アンサンブル | 持田紗希     | 2022年5月18日  | 四季劇場(秋)   | 159回              | 名古屋公演未出演                 |
| アンサンブル | 新宮有香子   | 2022年5月18日  | 四季劇場(秋)   | 151回              | 大阪公演未出演                   |
| アンサンブル | 田辺恵都     | 2022年5月18日  | 四季劇場(秋)   | 215回              | 名古屋公演未出演                 |
| アンサンブル | 八重沢真美   | 2022年5月18日  | 四季劇場(秋)   | 133回              | 大阪・名古屋公演未出演           |
| アンサンブル | 横田栞乃     | 2022年5月18日  | 四季劇場(秋)   | 324回              |                                  |
| アンサンブル | 原口明子     | 2022年5月18日  | 四季劇場(秋)   | 285回              |                                  |
| アンサンブル | 川口雄二     | 2023年12月10日 | 大阪四季劇場   | 150回              |                                  |
| アンサンブル | 佳田菜那     | 2023年12月22日 | 大阪四季劇場   | 164回              |                                  |
| アンサンブル | 山口泰伸     | 2023年12月25日 | 大阪四季劇場   | 53回               | 名古屋公演未出演                 |
| アンサンブル | 菊地智弘     | 2023年12月25日 | 大阪四季劇場   | 187回              |                                  |
| アンサンブル | 佐藤幸治     | 2023年12月25日 | 大阪四季劇場   | 73回               |                                  |
| アンサンブル | 片山怜也     | 2023年12月25日 | 大阪四季劇場   | 50回               | 名古屋公演未出演                 |
| アンサンブル | 大脇史門     | 2023年12月25日 | 大阪四季劇場   | 178回              |                                  |
| アンサンブル | 長谷部共音   | 2023年12月25日 | 大阪四季劇場   | 120回              |                                  |
| アンサンブル | 土井夏以     | 2023年12月25日 | 大阪四季劇場   | 184回              |                                  |
| アンサンブル | 坂口珠乃     | 2023年12月25日 | 大阪四季劇場   | 100回              |                                  |
| アンサンブル | 渡邊友紀     | 2023年12月25日 | 大阪四季劇場   | 175回              |                                  |
| アンサンブル | 空田あかり   | 2023年12月25日 | 大阪四季劇場   | 87回               | 名古屋公演未出演                 |
| アンサンブル | 森田江里佳   | 2023年12月25日 | 大阪四季劇場   | 193回              |                                  |
| アンサンブル | 田原沙綾     | 2023年12月25日 | 大阪四季劇場   | 101回              | 名古屋公演未出演                 |
| アンサンブル | 若松小百合   | 2023年12月25日 | 大阪四季劇場   | 106回              |                                  |
| アンサンブル | 角田美紗     | 2024年2月17日  | 大阪四季劇場   | 91回               |                                  |

※太字はオリジナルキャスト、出演回数は初演シリーズ終了時点のもの。

## 上演記録
| 上演初日       | 上演最終日    | 上演地                 | 上演回数 | 備考       |
| -------------- | ------------- | ---------------------- | -------- | ---------- |
| 2022年4月30日  | 2023年3月21日 | JR東日本四季劇場［秋］ | 285回    | 東京初演   |
| 2023年12月10日 | 2024年5月25日 | 大阪四季劇場           | 153回    | 大阪初演   |
| 2024年9月11日  | 2025年2月9日  | 名古屋四季劇場         | 137回    | 名古屋初演 |

## トラブル
- 2022年5月8日：機構トラブルにより30分中断。
- 2022年7月23日から8月4日：公演中止。
- 2022年8月28日：公演中止。
- 2022年9月2日：公演中止。
- 2022年12月27日：公演中止。
- 2023年12月16日：大阪公演（昼公演）において、ビーストモード前の熊徹と猪王山の格闘で、芝清道が怪我をする。夜公演の開演を1時間繰り下げ、伊藤潤一郎が代演。伊藤はこれが猪王山デビューとなった。
- 2024年12月28日：2幕途中に機構トラブルで30分中断。